# Otto Maria Miethke
Otto Maria Miethke (-Gutenegg) (* 13. März 1881 in Wien, Österreich-Ungarn; † 8. März 1922 ebenda) war ein österreichischer Maler, Graphiker, Illustrator und Lyriker, der auch als Otto Maria Miethke-Gutenegg oder Otto zu Gutenegg signierte (Monogramm „zG.“), nach dem von seinem Vater erworbenen Schloss Gutenegg bei Cilli im ehemaligen Herzogtum Steiermark; der Ort Celje (Cilli) gehört heute zu Slowenien.

## Leben
Otto Miethke war Sohn des aus Potsdam stammenden Galeristen und Kunsthändlers Hugo Othmar Miethke und dessen Ehefrau Marie Ernestine (gen. Mary) Canzi, Tochter des Malers August Canzi.
Er war mit Jessica (Jessie) A Leeson verheiratet und erhielt ein Ehrengrab auf dem Zentralfriedhof Wien, Tor 4, Evangelischer Friedhof

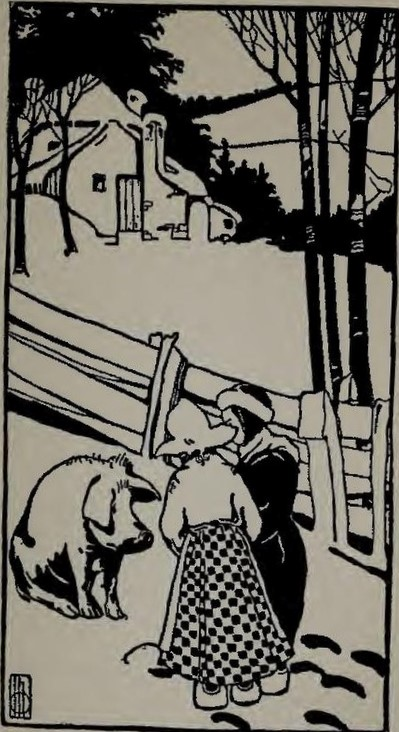
Ohne Titel, 1902

## Künstlerischer Werdegang
Von 1901 bis 1902 war er an der Wiener Kunstgewerbeschule zunächst Schüler bei Kolo Moser und wechselte dann nach München zu Heinrich Knirr. Bei Ausbruch des 1. Weltkriegs war er in London und wurde von 1914 bis 1918 interniert.
„Als Zeichner von Beardsley und Rops beeinflusst erfand seine Phantasie groteske Darstellungen schauerlicher Pikanterien, oft mit sozialer Pointe und erotischer Anspielung.“ Er karikierte das Zeitalter der Romantik, schuf Ölbilder, Aquarelle und Radierungen. Man kann ihn zu den Vorläufern der „Phantastischen Realisten“ rechnen.

## Werke in Auswahl
- Schwarz auf Weiss : Wiener Autoren den Wiener Kunstgewerbeschülern zu ihrem Feste am 6. Februar 1902. Für das Redactionscomité: Otto M. Miethke. Clichés von M. Wottitz, Wien 1902[5][6]
- Umfängliche Auflistung der Werk-Titel und künstlerischen Techniken in: Kollektiv-Ausst. O. M. Miethke-Gutenegg, München 1906 (Katalog)[7]
- Illustrationen in: Die Opale : Blätter für Kunst & Litteratur, hrsg. von Franz Blei, Leipzig, Zeitler 1907[8]
- Fjodor Sollogub, Das Buch der Märchen (Dt. von Hans von Guenther), Buchschmuck Otto zu Gutenegg. München, Hans v. Weber 1908
- Valerious Brjussoff, Die Republik des Südkreuzes: Novellen, autor. Übertr. von Hans von Guenther, Buchschmuck Otto zu Gutenegg, München,  H. v. Weber 1908.
- Otto Maria Miethke, Ausgewählte Werke, Zürich; Leipzig; Wien: Amalthea Verl. 1926 (Bilder, Skizzen und Gedichte aus dem Nachlass)

## Ausstellungen in Auswahl
- 1908 im Kunstsalon Zimmermann, München, Maximilianstraße 38[9]
- Wiener Secession  1924 (einschl. Katalog)